# Calidris temminckii

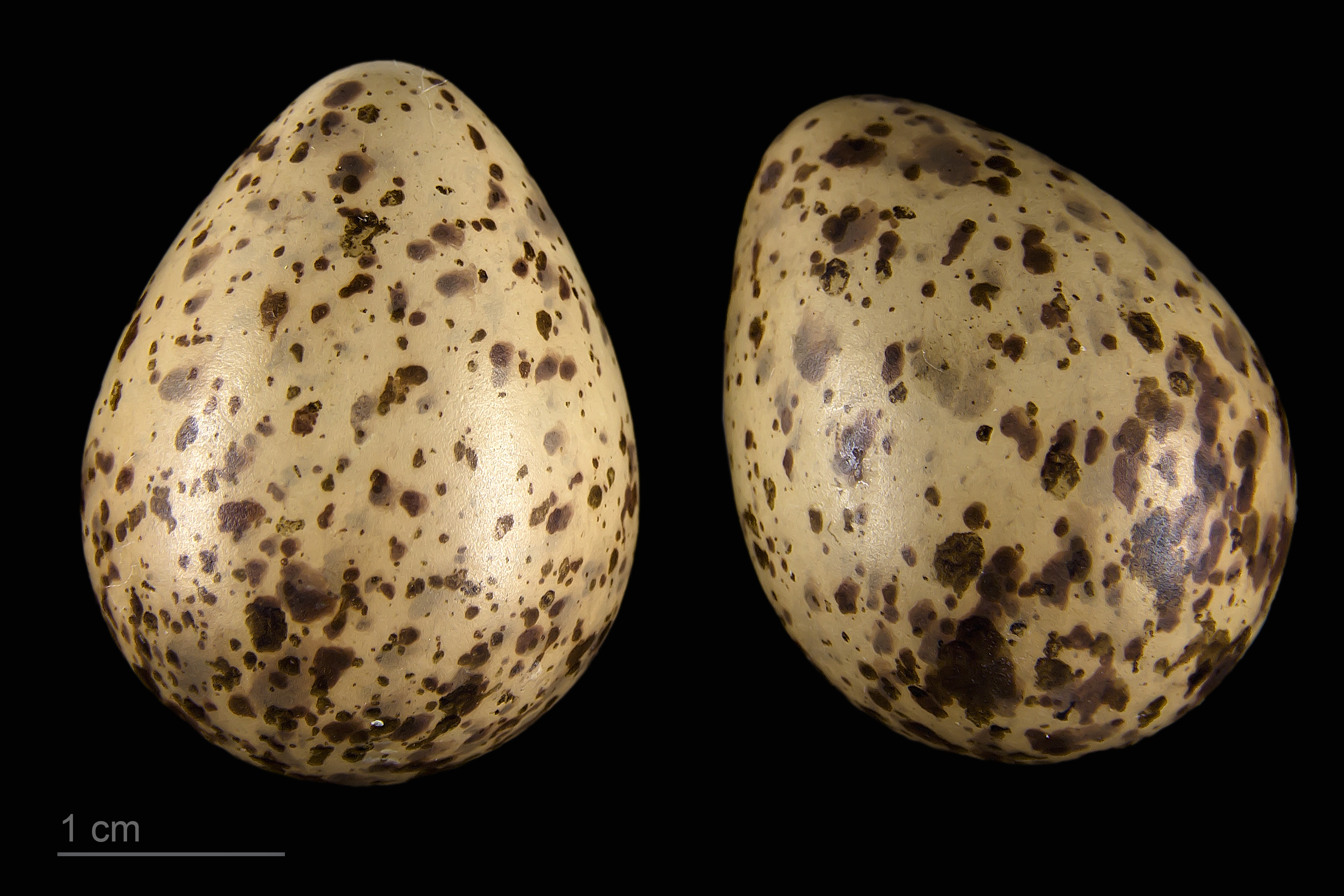
Calidris temminckii

Il gambecchio nano (Calidris temminckii Leisler, 1812) è un uccello della famiglia degli Scolopacidi.

## Descrizione
Il gambecchio nano è un limicolo di piccole dimensioni, con il becco piuttosto corto, colori poco accesi e corte zampe giallo-verdastre.
Quest'ultimo particolare permette di distinguerlo dal gambecchio comune il quale ha invece un paio di zampe nere.
Il piumaggio non varia molto a seconda delle stagioni, difatti resta per lo più sempre con le parti superiori grigie screziate di macchioline più chiare, le parti inferiori candide e un'evidente pettorina (chiazza sul petto) grigia sfumata.

## Sistematica
Calidris temminckii non ha sottospecie, è monotipico.

## Distribuzione e habitat
Questo uccello vive in tutta Europa e Asia, nella metà settentrionale dell'Africa, ma anche in Zambia, Repubblica Democratica del Congo, Tanzania, e altri stati equatoriali africani. È accidentale in Alaska, Columbia Britannica, Croazia, Serbia e Montenegro, Siria, Libano e Marianne Settentrionali.

## Specie simili
- gambecchio comune